# Jamesport (Missouri)
Jamesport – miasto w Stanach Zjednoczonych, w stanie Missouri, w hrabstwie Daviess.